# SÜEÜR
Pour les articles homonymes, voir Sueur (homonymie).
SÜEÜR est un groupe musical français formé en 2017, mêlant hip-hop, punk et rock.

## Historique

### Années 2010
En 2012, Florian Serrain et Théo Cholbi créent le groupe Lust For Psychoses dans lequel Théo tient la batterie et Florian est à la basse et au chant. Ils sont accompagnés de deux guitaristes, Joseph Sainderichin et Vadim Roncayolo.
Après quelques concerts, le groupe se sépare en 2014.
Durant l'été 2017, Théo Cholbi et Florian Serrain se retrouvent et créent le projet musical de hip-hop et post-punk, Süeür.
Théo est désormais au chant et Florian, à la basse et aux claviers. Ils composent une dizaine de titres et rapidement enchainent les concerts dans des petites salles parisiennes.
Repérés par le producteur Mathieu Daquin, ils signent avec le label  Cartel Music, distribué par Sony Music Entertainment. Ils passent rapidement des petites salles à la scène de Rock en Seine en 2019 pour lesquels ils sont rejoints par Leo Goizet à la batterie. Ils joueront sur la seconde scène face à The Cure qui joue au même moment sur la grande scène.

### Années 2020
Après deux EPs, leur premier album Peut-être sort le 24 janvier 2020. Il comprend 9 titres dont 4 seront clippés. Plusieurs clips sont réalisés par Théo Cholbi (dont MTM sur ma vie). Mathieu Dasquin assure une partie des claviers.
Alors qu'une tournée est prévue, la pandémie de Covid 19 stoppe net l'envol du groupe qui repart à l'assaut des salles en 2021 et se lance dans l'enregistrement d'un nouvel album.
Après un dernier titre Bad,, le groupe se sépare, victime de tensions entre Théo et Florian sur les choix musicaux et de carrière qui diffèrent. Léo Goizet quitte également l'aventure.
RCA France qui, vient de signer le groupe mise sur Théo Cholbi qui continue l'aventure seul et conserve le nom de SÜEÜR.
Le second album en préparation depuis quelques mois sera terminé sans Florian Serrain mais certain des titres qu'il a composé sont conservés.
Le 4 novembre 2022, SÜEÜR sort un deuxième album annoncé quelques jours plus tôt et présenté au public à La Boule Noire,
Un premier single, Clémence, est extrait de l'album 
Le 9 décembre 2023, Süeür joue en première partie de Saez à l'Accor Arena.

## Discographie

### Singles
- 2019 : MTM (Sur ma vie)
- 2019 : En équilibre
- 2020 : BAD
- 2022 : Faille
- 2022 : Rage2
- 2022 : Arrêt d'urgence
- 2022 : Clémence